# Босько (гміна)
Гміна Босько (пол. Gmina Besko) — сільська гміна у східній Польщі. Належить до Сяноцького повіту Підкарпатського воєводства.
Станом на 31 грудня 2011 у гміні проживало 4403 особи.

## Територія
Згідно з даними за 2007 рік площа гміни становила 27.60 км², у тому числі:
- орні землі: 79.00%
- ліси: 9.00%

Таким чином, площа гміни становить 2.25% площі повіту.

## Солтиства
- Босько (Besko)

населення – 3764 осіб, площа – 23,7 км²
- Мимонь (Mymoń)

населення – 373 осіб, площа – 2,6 км²
- Поремби (Poręby)

населення – 196 осіб, площа – 1,3 км²

## Населення
Станом на 31 грудня 2011:
| Опис     | Загалом | Загалом | Чоловіки | Чоловіки | Жінки | Жінки |
| -------- | ------- | ------- | -------- | -------- | ----- | ----- |
| одиниця  | осіб    | %       | осіб     | %        | осіб  | %     |
| все      | 4403    | 100     | 2178     | 49.47    | 2225  | 50.53 |
| міське   | 0       | 100     | 0        |          | 0     |       |
| сільське | 4403    | 100     | 2178     | 49.47    | 2225  | 50.53 |

## Релігія
До виселення українців у 1945 році в СРСР та депортації в 1947 році в рамках акції Вісла у гміні була греко-католицька парафія Босько Риманівського деканату.

## Сусідні гміни
Гміна Босько межує з такими гмінами: Гачув, Заршин, Риманів.